# Arthur Meighen
Arthur Meighen (St. Mary's (Ontario), 16 juni 1874 - Toronto (Ontario), 5 augustus 1960) was een Canadees politicus en de negende minister-president van Canada. Hij diende twee termijnen als minister-president in de jaren 1920.
Meighen volgde hoger onderwijs aan de University of Toronto waar hij in 1896 afstudeerde met een graad in de wiskunde. Hierna studeerde hij pedagogie en was hij onderwijzer tot hij in 1898 rechten ging studeren. In 1903 zette hij een advocatenkantoor op in Portage la Prairie in de provincie Manitoba.
Zijn politieke loopbaan begon Meighen in 1908: hij werd voor de Conservatieve Partij gekozen tot lid van het House of Commons, het lagerhuis van het Canadees Parlement. Na de overwinning van de Conservatieven onder leiding van Robert Laird Borden werd Meighen in 1913 opgenomen in diens kabinet waar hij in diverse ministersposten zou dienen. Bij het uitbreken van de Eerste Wereldoorlog in 1914 pleitte Meighen voor de dienstplicht. De invoering van deze dienstplicht bracht een diepe tweespalt teweeg tussen Engelssprekend Canada en de Franse minderheid, die in de provincie Quebec was geconcentreerd. Engelstalige Canadezen waren ver in de meerderheid onder de nieuw gerekruteerde vrijwilligers en er was maar weinig animo onder de Franstalige bevolking om in de oorlog te vechten. De dienstplicht zorgde er daarom voor dat Meighens beleid uitermate impopulair was in Quebec, iets wat hem later in zijn politieke carrière duur te staan kwam. De door Meighen door het parlement gesluisde Military Voters Act en War Times Elections Act, wetten die delen van de bevolking zoals dienstweigeraars en Duits-Canadezen hun stemrecht ontnam en vrouwen van soldaten het stemrecht juist schonk, vergrootte de kloof tussen de twee taalgroepen.
Meighens beleid had ook als effect dat de oppositiepartij, de Liberalen in twee kampen opgesplitst werd, één deel onder leiding van oud minister-president Wilfrid Laurier dat haar aanhang vooral in Quebec had en een tweede kamp dat zich van de partij afsplitste en zich als Union Party bij de Conservatieven voegde voor de rest van de oorlog en kort daarna.
Bij Federale verkiezingen in december 1917 verkregen de Conservatieven en Union Party een grote meerderheid en de minister-president handhaafde Meighen in zijn kabinet. In zijn nieuwe functie van minister van Binnenlandse Zaken was Meighen verantwoordelijk voor de nationalisering van de in moeilijkheden geraakte spoorwegmaatschappijen. In 1920 nam Borden om gezondheidsredenen ontslag als minister-president. Meighen werd gekozen als nieuwe leider van de Conservatieven en werd vervolgens, op 10 juli 1920, aangesteld als minister-president. In de zomer van 1921 woonde Meighen de Imperial Conference in Londen bij waar hij de Britse regering overtuigde het vriendschapsverdrag met Japan niet te verlengen maar in plaats daarvan een conferentie van Pacifische mogendheden te houden, hetgeen resulteerde in de Washington Conference eind 1921 die limieten vaststelde voor de omvang van de zeestrijdkrachten van de participerende landen.
Bij de Federale parlementsverkiezingen die Meighen voor december 1921 had uitgeschreven, leden de Conservatieven een grote nederlaag: zij kregen minder dan een kwart van de zetels in het Lagerhuis. Dit verlies had vooral te maken met de dienstplicht die Meighen in Quebec vrijwel geen enkele stem bracht alsmede een naoorlogse economische neergang die in westelijk Canada aanleiding gaf voor de vorming van de Progressive Party die lagere handelstarieven eiste om zo boeren en arbeiders te beschermen. Meighen verloor ook zijn eigen zetel in Portage la Prairie en moest op 29 december 1921 ontslag nemen als minister-president, nauwelijks meer dan een jaar na zijn aantreden.
Tussen 1921 en 1926 was Meighen leider van de oppositie, na in een tussentijdse verkiezing (by-election) een zetel te hebben verworven in een district in Ontario. Als oppositieleider pleitte Meighen voor Canadese deelname aan een dreigende oorlog tussen Groot-Brittannië en Turkije, iets wat Meighens opvolger als minister-president, William Lyon Mackenzie King, resoluut afwees. Hoewel Mackenzie Kings periode als minister-president vrij soepel was verlopen en de economie weer was opgeveerd, verloren de Liberalen in 1925 toch de parlementsverkiezingen. Met vijftien zetels meer dan de Liberalen hadden Meighens Conservatieven een meerderheid in het Lagerhuis. Niettemin weigerde Mackenzie King af te treden en vormde hij een informele coalitie met de Progressive Party. Na een schandaal bij de douane verloor Mackenzie King de steun van de Progressieve fractie en, een nederlaag in het parlement vrezende, vroeg King de gouverneur-generaal het parlement te ontbinden. Deze weigerde waarop Mackenzie King ontslag nam en Meighen werd gevraagd een regering te vormen. Op 29 juni 1926 werd Meighen aldus weer ingehuldigd als regeringsleider.
De Conservatieven verloren al vrij snel daarna het vertrouwen in het parlement en Meighen schreef nieuwe verkiezingen uit. Meighens partij behaalde bij deze stembusgang 91 zetels tegenover 116 zetels voor Mackenzie Kings Liberale Partij. Meighen verloor wederom zijn eigen zetel en op 25 september, amper 3 maanden na aanvang van zijn tweede termijn, werd Meighen opnieuw opgevolgd door Mackenzie King.
Een jaar na zijn verkiezingsnederlaag werd Meighen opgevolgd als leider van de Conservatieve Partij door Richard Bennett, de latere minister-president die Meighen in 1932 in de Senaat benoemde. De hieropvolgende drie en een half jaar was Meighen leider van de regeringsfractie in de Senaat. In 1941 werd Meighen korte tijd opnieuw Conservatief leider maar na een nederlaag in een tussentijdse verkiezing nam hij voorgoed afscheid van de politiek.
Op 5 augustus 1960 overleed Arthur Meighen in Toronto op 86-jarige leeftijd.